# Elezioni generali nel Regno Unito del 2019
Le elezioni generali nel Regno Unito del 2019 si sono tenute il 12 dicembre per il rinnovo della Camera dei comuni; hanno avuto luogo in anticipo rispetto alla scadenza naturale della legislatura, apertasi dopo le elezioni generali del 2017.
Il periodo precedente alle elezioni è stato segnato da uno stallo politico in Parlamento riguardo al modo di realizzare la cosiddetta "Brexit", ovvero l'uscita dall'Unione europea della Gran Bretagna a seguito del referendum del giugno 2016 in occasione del quale gli elettori britannici si erano espressi in tal senso. La Brexit è dunque diventata il tema principale della campagna elettorale. I Conservatori hanno promesso un'uscita effettiva dall'Unione secondo il piano elaborato dal Primo ministro in carica Boris Johnson, mentre il Partito Laburista, guidato da Jeremy Corbyn, ha proposto un piano di aumento della spesa pubblica e di nazionalizzazioni, oltre alla riproposizione di un nuovo referendum sulla Brexit. I Liberal Democratici di Jo Swinson hanno proposto di cancellare gli effetti del referendum sulla Brexit, come anche il Partito Nazionale Scozzese di Nicola Sturgeon, la quale ha concentrato la sua campagna elettorale sulla proposta di un secondo referendum sulla sua indipendenza.
In attesa dei risultati ufficiali, gli exit poll dei principali canali televisivi britannici hanno preannunciato una larga vittoria del Partito Conservatore, che dovrebbe essersi aggiudicato una maggioranza di 86 seggi (guadagnandone 50 rispetto al Parlamento precedente), mentre ad essere uscito nettamente sconfitto dalle elezioni dovrebbe essere il Partito Laburista di Corbyn, che avrebbe perso 71 seggi. Corbyn ha successivamente annunciato che si dimetterà dalla carica di leader del Partito Laburista dopo "un periodo di riflessione", a seguito di una sconfitta che segnerebbe il peggior risultato per il Labour dal 1935. Un'altra "vittima" di queste elezioni è stata la leader dei Liberal Democratici, Jo Swinson, la quale non è riuscita a farsi rieleggere nel collegio in cui era candidata (non accadeva dal 1945, quando il capo del Partito Liberale Archibald Sinclair non riuscì a farsi rieleggere).
Nel Galles il Labour è riuscito a mantenere la maggioranza, tuttavia ha perso 7 seggi. In Scozia il Partito Nazionale Scozzese si è riconfermato come forza politica principale aumentando la sua presenza in Parlamento, passando da 35 a 48 seggi. Nell'Irlanda del Nord sia il Partito Unionista Democratico che il Sinn Féin sono arretrati a tutto vantaggio del Partito Social Democratico e Laburista e del Partito dell'Alleanza dell'Irlanda del Nord (i quali sono ritornati ad avere dei propri rappresentanti nel Parlamento). Il risultato in Irlanda del Nord è storico, perché è la prima volta che i partiti unionisti hanno preso meno voti dei partiti nazionalisti.

## Antefatto
Sebbene il Fixed-term Parliaments Act 2011 (FTPA) allora in vigore prevedesse le successive elezioni per il 2022, a causa dell'impasse sulla Brexit e la conseguente perdita della maggioranza del governo nella Camera dei comuni, una delle soluzioni possibili tra quelle proposte erano state le elezioni anticipate rispetto alla fine naturale del mandato, da svolgersi alla fine del 2019 o all'inizio del 2020.
Dopo essere diventato Primo Ministro a luglio 2019, Boris Johnson tentò per tre volte, senza successo, di indire le elezioni politiche anticipate (il Fixed-Terms Parliament Act 2011 stabiliva che l'anticipazione delle elezioni poteva avere luogo solo se autorizzata dalla Camera dei Comuni a maggioranza di due terzi dei propri membri). Il Governo, con l'appoggio di parte dell'opposizione, decise 
di utilizzare un mezzo alternativo, e assicurare l'indizione di elezioni anticipate nel dicembre 2019 attraverso un'apposita legge, approvata in soli due giorni dalle due Camere del Parlamento e le entrata in vigore il 29 ottobre 2019. Sulla base del principio lex posterior derogat priori, questa nuova legge, entrando in contraddizione con il Fixed-Term Parliaments Act 2011, lo derogava. Ciò è possibile poiché nel Regno Unito, che fa uso della sovranità parlamentare, non esistono leggi costituzionali e tutte le leggi, anche quelle che regolano gli affari istituzionali, sono leggi ordinarie. Lo stesso Fixed-term Parliaments Act 2011 poteva essere abrogato, modificato o derogato dalla Camera dei Comuni a maggioranza semplice. 
Sono state le prime elezioni generali indette a dicembre sin dal 1923.

## Partiti politici e candidati
La maggior parte dei candidati sono espressione di un partito politico, che deve essere registrato presso la Commissione Elettorale. I candidati che non appartengono a partiti registrati, concorrono come indipendenti. In tutto il Regno Unito, hanno concorso alle elezioni 3.415 candidati rappresentanti 68 partiti politici, tra cui 206 indipendenti.

### Gran Bretagna
I maggiori partiti (partiti con deputati nell'ultimo Parlamento o eurodeputati in carica) che hanno concorso alle elezioni in Gran Bretagna sono mostrati nella tabella sotto riportata, con i risultati delle elezioni generali del 2017 in ordine per numero di seggi ottenuti.
| Partito    | Partito                           | Leader           | Leader dal     | Collegio del leader      | Ultime elezioni | Ultime elezioni | Seggi allo scioglimento | Collegi con candidati                    |
| Partito    | Partito                           | Leader           | Leader dal     | Collegio del leader      | % di voti       | Seggi           | Seggi allo scioglimento | Collegi con candidati                    |
| ---------- | --------------------------------- | ---------------- | -------------- | ------------------------ | --------------- | --------------- | ----------------------- | ---------------------------------------- |
|            | Conservatore                      | Boris Johnson    | Luglio 2019    | Uxbridge & South Ruislip | 42,4%           | 317             | 298                     | 635 collegi nel Regno Unito              |
|            | Laburista                         | Jeremy Corbyn    | Settembre 2015 | Islington North          | 40,0%           | 262             | 244                     | 631 collegi in Gran Bretagna             |
|            | Nazionale Scozzese                | Nicola Sturgeon  | Novembre 2014  | Nessuno                  | 3,0%            | 35              | 35                      | 59 collegi in Scozia                     |
|            | Liberal Democratici               | Jo Swinson       | Luglio 2019    | East Dunbartonshire      | 7,4%            | 12              | 21                      | 611 collegi in Gran Bretagna             |
|            | Plaid Cymru                       | Adam Price       | Settembre 2018 | Nessuno                  | 0,5%            | 4               | 4                       | 36 collegi nel Galles                    |
|            | Verdi                             | Jonathan Bartley | Settembre 2016 | Nessuno                  | 1,6%            | 1               | 1                       | 474 collegi in Inghilterra e Galles      |
| Siân Berry | Verdi                             | Settembre 2018   |                | Nessuno                  | 1,6%            | 1               | 1                       | 474 collegi in Inghilterra e Galles      |
|            | Change UK - The Independent Group | Anna Soubry      | Giugno 2019    | Broxtowe                 | Nuovo partito   | Nuovo partito   | 5                       | Broxtowe, Nottingham East e Ilford South |
|            | Reform UK                         | Nigel Farage     | Marzo 2019     | Nessuno                  | Nuovo partito   | Nuovo partito   | 0                       | 276 collegi in Gran Bretagna             |

Il Partito Conservatore era al governo in coalizione o da solo dal 2010, ed era guidato da Boris Johnson dal luglio 2019. Jeremy Corbyn era leader del Partito Laburista dal 2015 ed è stato il primo leader laburista a guidare il partito in elezioni consecutive, sin da Tony Blair. I Liberal Democratici furono guidati nelle elezioni del 2017 da Tim Farron, prima di essere sostituito da Vince Cable. A Cable succedette nel luglio 2019 Jo Swinson. Il Brexit Party era candidato in circa la metà dei collegi; il partito fu fondato all'inizio del 2019 da Nigel Farage, ex leader del Partito per l'Indipendenza del Regno Unito (UKIP), ed ottenne la maggioranza relativa dei seggi alle elezioni europee del 2019. Il Brexit Party sostituì UKIP nella politica britannica, e quest'ultimo (che ottenne il 12,6% dei voti ma solo un deputato alle elezioni generali del 2015) perse tutto il proprio sostegno. UKIP è stato candidato in 42 collegi in Gran Bretagna e due collegi in Irlanda del Nord.
Il Partito Verde di Inghilterra e Galles era guidato da Jonathan Bartley e Siân Berry dal 2018, e la sua controparte del Partito Verde Scozzese era candidato nei seggi scozzesi; i due partiti erano candidati in un totale di 495 collegi. Il terzo partito per seggi alle elezioni del 2018 è stato il Partito Nazionale Scozzese guidato da Nicola Sturgeon dal 2014; il partito era candidato solo in Scozia, in cui deteneva la maggioranza dei seggi (35 su 59). Analogamente, Plaid Cymru guidato da Adam Price era candidato solo nel Galles, dove deteneva 4 su 40 seggi.

### Irlanda del Nord
Mentre alcuni partiti del Regno Unito hanno anche una organizzazione nell'Irlanda del Nord (tra cui i laburisti, che non si candidano nei collegi nordirlandesi) e altri invece sono candidati nei collegi (tra cui i Conservatori dell'Irlanda del Nord), i principali partiti nordirlandesi sono diversi da quelli del resto del Regno Unito. Alcuni partiti dell'Irlanda del Nord operano anche nel resto dell'isola, tra cui Sinn Féin. L'unica indipendente eletta al Parlamento nel 2017, Sylvia Hermon, rappresentante North Down, non si è ricandidata nel 2019.
| Partito | Partito                                     | Leader            | Leader dal    | Collegio del leader | Ultime elezioni | Ultime elezioni | Seggi allo scioglimento | Collegi con candidati (18 in totale) |
| Partito | Partito                                     | Leader            | Leader dal    | Collegio del leader | % in IN         | Seggi           | Seggi allo scioglimento | Collegi con candidati (18 in totale) |
| ------- | ------------------------------------------- | ----------------- | ------------- | ------------------- | --------------- | --------------- | ----------------------- | ------------------------------------ |
|         | Partito Unionista Democratico               | Arlene Foster     | Dicembre 2015 | Nessuno             | 36,0%           | 10              | 10                      | 17 collegi                           |
|         | Sinn Féin                                   | Mary Lou McDonald | Febbraio 2018 | Nessuno             | 29,4%           | 7               | 7                       | 15 collegi                           |
|         | Partito Social Democratico e Laburista      | Colum Eastwood    | Novembre 2015 | Nessuno             | 11,7%           | 0               | 0                       | 15 collegi                           |
|         | Partito Unionista dell'Ulster               | Steve Aiken       | Novembre 2019 | Nessuno             | 10,3%           | 0               | 0                       | 16 collegi                           |
|         | Partito dell'Alleanza dell'Irlanda del Nord | Naomi Long        | Ottobre 2016  | Nessuno             | 7,9%            | 0               | 0                       | 18 collegi                           |

Sinn Féin persegue una politica di astensionismo e gli eletti non siedono mai alla Camera dei comuni.
In Irlanda del Nord sono state candidate in totale 102 persone, e Alleanza è l'unico partito candidato in tutti i 18 seggi. Aontù era candidato in 7 collegi, i Conservatori dell'Irlanda del Nord in 4, il Partito Verde dell'Irlanda del Nord in 3, e People Before Profit e UKIP in 2 ciascuno. Traditional Unionist Voice non si è candidata in queste elezioni.

## Risultati elettorali
| Partito | Partito                        | Leader                      | Eletti | Eletti | Eletti    | Eletti  | Voti       | Voti   | Voti    | Voti |
| Partito | Partito                        | Leader                      |        | %      |           | ±       |            | %      | ±       |      |
| ------- | ------------------------------ | --------------------------- | ------ | ------ | --------- | ------- | ---------- | ------ | ------- | ---- |
|         | Conservatore                   | Boris Johnson               | 365    | 56,2%  | 365 / 650 | 48      | 13 966 565 | 43,6%  | 1,2     |      |
|         | Laburista                      | Jeremy Corbyn               | 202    | 31,1%  | 202 / 650 | 60      | 10 269 076 | 32,1%  | 7,9     |      |
|         | Nazionale Scozzese             | Nicola Sturgeon             | 48     | 7,4%   | 48 / 650  | 13      | 1 242 372  | 3,9%   | 0,8     |      |
|         | Liberal Democratici            | Jo Swinson                  | 11     | 1,7%   | 11 / 650  | 1       | 3 696 423  | 11,6%  | 4,2     |      |
|         | Unionista Democratico          | Arlene Foster               | 8      | 1,2%   | 8 / 650   | 2       | 244 128    | 0,8%   | 0,1     |      |
|         | Sinn Féin                      | Mary Lou McDonald           | 7      | 1,1%   | 7 / 650   | Stabile | 181 853    | 0,6%   | 0,2     |      |
|         | Plaid Cymru                    | Adam Price                  | 4      | 0,6%   | 4 / 650   | Stabile | 153 265    | 0,5%   | Stabile |      |
|         | Social Democratico e Laburista | Colum Eastwood              | 2      | 0,3%   | 2 / 650   | 2       | 118 737    | 0,4%   | 0,1     |      |
|         | Verdi                          | Siân Berry Jonathan Bartley | 1      | 0,2%   | 1 / 650   | Stabile | 835 579    | 2,7%   | 1,1     |      |
|         | Alleanza dell'Irlanda del Nord | Naomi Long                  | 1      | 0,2%   | 1 / 650   | 1       | 134 115    | 0,4%   | 0,2     |      |
|         | Speaker                        | Lindsay Hoyle               | 1      | 0,2%   | 1 / 650   | Stabile | 26 831     | 0,1%   | Stabile |      |
|         | Brexit                         | Nigel Farage                | 0      | 0,1%   | 0 / 650   |         | 642 303    | 2,0%   |         |      |
|         | Altri                          |                             | 0      |        | 0 / 650   |         | 218 383    | 0,7%   |         |      |
| Totale  | Totale                         | Totale                      | 650    | 100%   |           |         | 31 829 630 | 67,30% |         |      |